# Diapositief (druktechniek)
In de druktechniek is diapositief de weergave van letters waarbij de lettervorm is uitgespaard in een gekleurde achtergrond. De letters zijn daardoor wit, of zij hebben de (steun)kleur van het papier waarop is gedrukt.

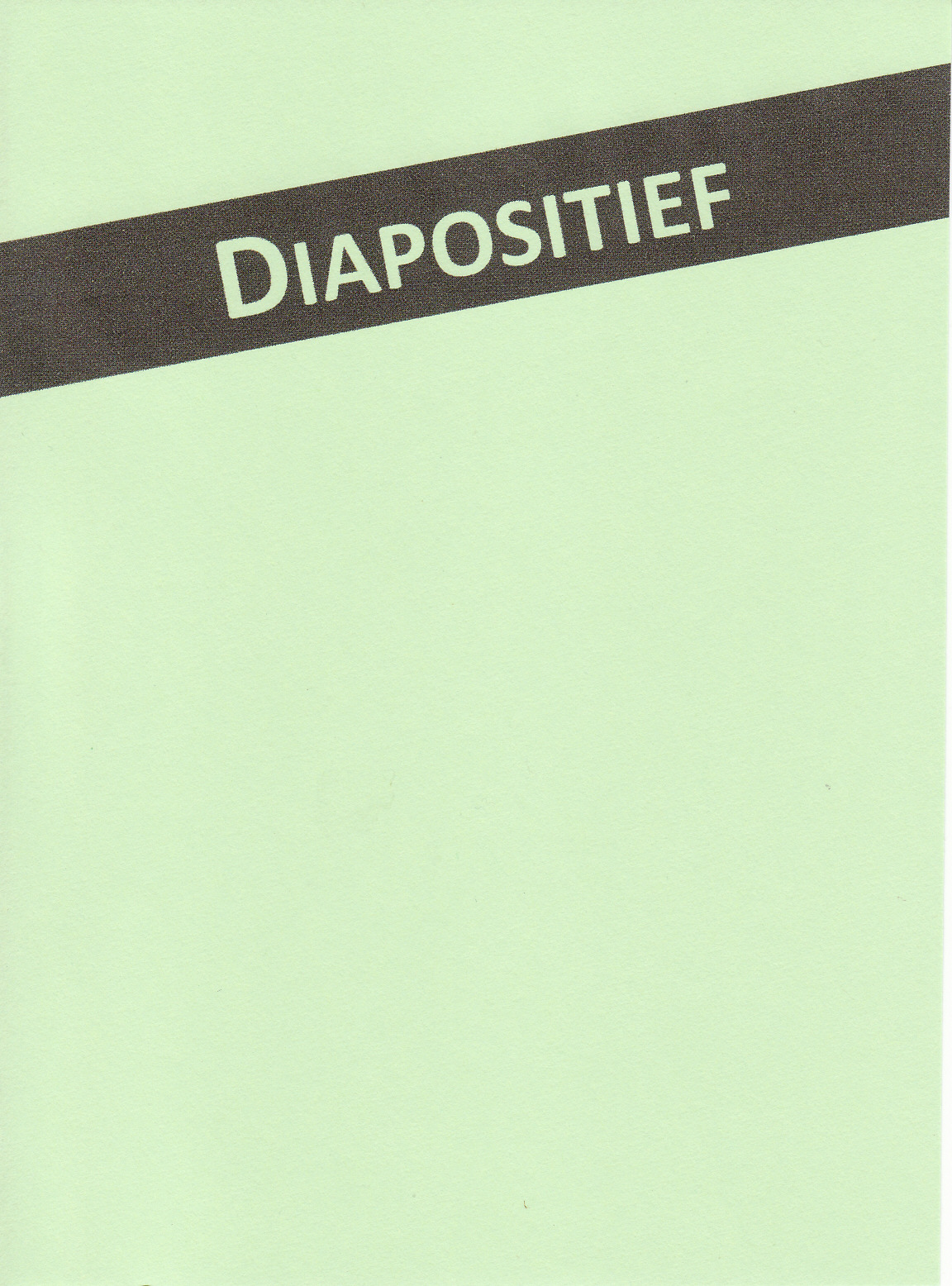
Diapositief met grafische middelen

## Louter grafisch
Het diapositief kan worden gebruikt als grafisch middel voor de opmaak; met betrekkelijk eenvoudige middelen wordt een onderscheidend effect bereikt dat de aandacht kan trekken. Een bekend voorbeeld van diapositief in deze zin zijn de omslagen van de STOA-reeks uit de jaren zestig van G.A. van Oorschot. Het stofomslag had bovenaan het voorplat een brede gekleurde balk, waarin de letters STOA waren uitgespaard in de kleur (grijs) van het gehele voorplat. In contrast daarmee was de belettering van auteursnaam, titel en uitgeverscolofon in gewone druk.

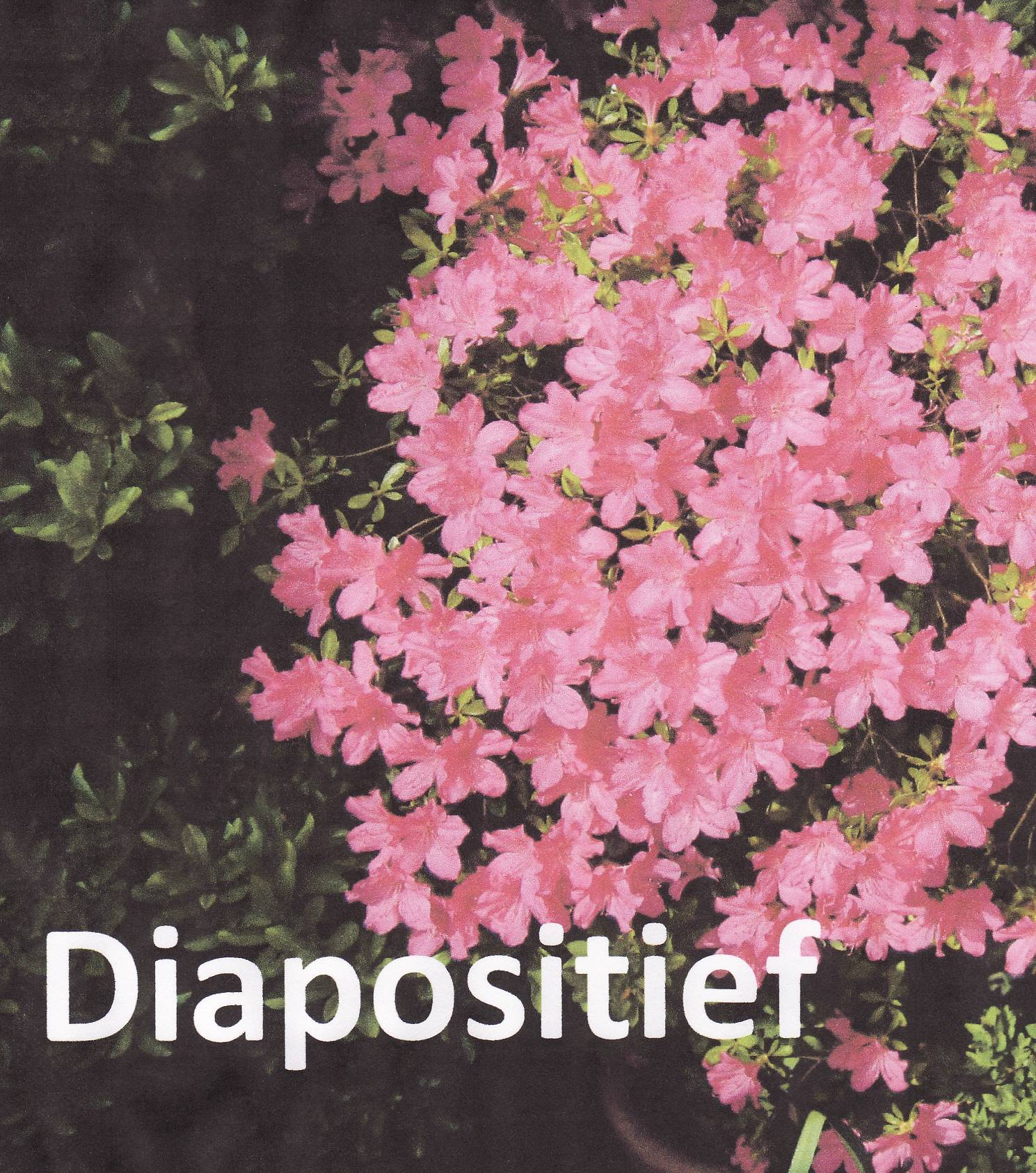
Diapositief in een afbeelding

## Beeldmateriaal
Essentieel is dit drukproces bij de vormgeving van publiekstijdschriften. Daarbij is de "cover" immers het belangrijkste verkoopinstrument, en om die cover zo sprekend mogelijk te doen zijn, laat de redactie hem doorgaans over de volle hoogte en breedte uit beeldmateriaal in kleurendruk bestaan. Maar uiteraard is belettering ook nodig, en zwarte letters zijn tegen sommige gekleurde achtergronden moeilijk leesbaar, of vallen zelfs geheel weg. In dat geval kan de letter in het beeld worden uitgespaard, waardoor dus opnieuw het diapositiefprocedé wordt toegepast en er vaak een veel duidelijk leesbaarder resultaat ontstaat.